# دابلیو. جی. گریس
دابلیو. جی. گرِیس (انگلیسی: W. G. Grace؛ ۱۸ ژوئیهٔ ۱۸۴۸ – ۲۳ اکتبر ۱۹۱۵) یک بازیکن کریکت اهل بریتانیا بود.